# Leopold VI av Österrike
Leopold VI av Österrike, född 15 oktober 1176, död 28 juli 1230, var en österrikisk monark. Han var regerande hertig av Österrike 1198–1230.